# Objaw Tinela-Hoffmana
Objaw Tinela-Hoffmana (ang. Tinel-Hoffman sign) – objaw neurologiczny, wywołuje się go opukując pień badanego nerwu obwodowego. Nerw pozbawiony osłonki mielinowej przy opukiwaniu daje reakcję drętwienia. Przesuwanie się tej reakcji na obwód obserwowane przy kolejnych badaniach pacjenta świadczy o postępie mielinizacji nerwu, a więc o jego regeneracji.
Jest dodatni w zespole cieśni nadgarstka, zespole kanału łokciowego oraz rzadko występującym zespole cieśni stępu.